# Beaulieu (Hampshire)
Beaulieu (uitspraak: /'bju:li:/) is een civil parish in het bestuurlijke gebied New Forest, in het Engelse graafschap Hampshire. Het ligt aan het gelijknamige riviertje de Beaulieu. De plaats telt 806 inwoners. Bezienswaardigheden zijn het Beaulieu Palace House en het National Motor Museum, een museum over gemotoriseerd vervoer, in 1952 opgericht door de eigenaar van het landgoed, Edmund Douglas-Scott-Montagu.
Op het landgoed stond oorspronkelijk een Cisterciënzer Abdij, in 1203 gesticht door de koning van Engeland Jan zonder Land voor een groep monniken uit Cîteaux. Koning Hendrik VIII, die in 1538 de kloosters in beslag nam, verkocht het landgoed aan Thomas Wriothesley, graaf van Southampton, die er zijn huis bouwde.